# Албум-алманах „Македония“
Вижте пояснителната страница за други значения на Македония.
Албум-алманах „Македония“ (изписване до 1945 година: Албумъ-алманахъ „Македония“) e пространен фотодокументален труд, отстояващ българския етнически характер и идеята за автономия на Македония. Излиза от печат в София през 1931 година.
За издаването му е учреден редакционен комитет в състав: Илия Иванов, Александър Развигоров и Димитър Ризов. Алманахът е подготвен с редакторското участие на Лазар Томов и Стефан Аврамов и при съдействието на редица изтъкнати български и чужди общественици и културни дейци - Гаврил Кацаров, Богдан Филов, Александър Теодоров-Балан, Иван Снегаров, Любомир Милетич, Стефан Младенов, Константин Станишев, Густав Вайганд, Леон Ламуш, Енрико Дамиани и други. Алманахът е прегледан и одобрен от Македонския национален комитет.
В 10 отдела на над 1000 страници е публикуван изключително богат илюстративен материал (около 3500 фотоси) за географския обхват и историческа съдба на Македония. Дадени са описания на десетки селища, представени са архитектурни и художествени паметници, традиционни народни костюми, обичаи и други. Голям е броят на статиите за народни будители от Македония, видни духовници и борци за самостоятелна българска просвета и църква, за ръководни дейци на ВМРО и участници в Илинденско-Преображенското въстание, участници в революционните борби до началото на 1930-те години, за български и чуждестранни учени и общественици, приятели и защитници на Македония. Поместени са статистически таблици за демографията на Македония, за църковно-просветното дело през XIX и началото на XX век и други материали. Обяснителните текстове са на български и френски език. Алманахът завършва с множество реклами.
В периода 1944 – 1989 година изданието е инкриминирано и системно е изземано от библиотеки и частни лица, поради което се превръща в библиографска рядкост.
През 2008 година албум-алманахът е фототипно преиздаден от ВМРО-БНД във Варна по идея на Костадин Костадинов. В изданието са допълнени събития след 1931 година, отразяващи революционните борби до 1940-те години и освобождението на Македония през 1941 година. Същото издание се разпространява от ВМРО и в безплатен електронен вариант. През същата година албум-алманахът е издаден фототипно и от сдружение „Родолюбие“, град Сандански с финансовата помощ на Борис и Величка Петрови.